# دوغ كاميرون
دوغ كاميرون (بالإنجليزية: Doug Cameron)‏ هو نقابي وسياسي بريطاني وأسترالي، ولد في 27 يناير 1951 في المملكة المتحدة. حزبياً، نشط في حزب العمال الأسترالي. وقد انتخب عضو مجلس الشيوخ الأسترالي ‏ عن دائرة نيوساوث ويلز ‏ (1 يوليو 2008 – ).